# Rustem Abdrachev
Pour les articles homonymes, voir Rostam.
Rustem Abdrachev parfois transcrit Roustem Abdrachev ou Rustem Abdrashitov (Рустем Жарасканович Абдрашов) est un réalisateur kazakh.

## Biographie
Il passe un diplôme à la faculté de théâtre d'Almaty. Il travaille comme directeur artistique et décorateur sur plusieurs films avant de passer derrière la caméra. En 2004 il réalise son premier film L'Île de la Renaissance qui est primé dans de nombreux festivals et en particulier au Kinochoc Film Festival où il reçoit le grand prix.
Son troisième film, Un cadeau pour Staline a été présenté en ouverture en 2008 au festival de Pusan.
Il obtient le Cyclo d'or au festival international des cinémas d'Asie de Vesoul en 2009 et le Phénix d'or (grand prix) au Festival Jewish Motifs (Żydowskie Motywy) de Varsovie (Avril 2010)

## Filmographie
- 2004 : L'Île de la Renaissance
- 2007 : Patchwork (Kourak Korpe)
- 2008 : Un cadeau pour Staline (Подарок Сталину, Podarok Stalinou)
- 2011 : The Sky of My Childhood (Небо моего детства)
- 2016 : Diamond Sword
- 2019 : Kazakh Khanate - Golden Throne

## Récompense
- Festival international des cinémas d'Asie de Vesoul 2009 : Cyclo d'or pour Un cadeau pour Staline